# Wiembecketal
Das Naturschutzgebiet Wiembecketal liegt auf dem Gebiet der Stadt Horn-Bad Meinberg im Kreis Lippe in Nordrhein-Westfalen.

## Lage
Das aus drei Teilflächen bestehende Gebiet erstreckt sich nordöstlich der Kernstadt Horn-Bad Meinberg und nordöstlich, östlich und südöstlich von Fromhausen, einem Ortsteil von Horn-Bad Meinberg, entlang der Wiembecke, die über die zuletzt Kmnochenbach genannte Berlebecke von links die Werre speist. Am westlichen Rand des Gebietes verläuft die Landesstraße 828 und durch den östlichen Bereich die Landesstraße 954. Im Naturschutzgebiet befindet sich das Naturdenkmal Eiche am Osterbergweg (siehe Liste der Naturdenkmäler in Horn-Bad Meinberg, Nr. 2.3-3). Das Landschaftsschutzgebiet Oberes Wiembecketal grenzt südlich direkt an und das Landschaftsschutzgebiet Heckenlandschaft am Galgenberg nördlich.

## Beschreibung
Im Naturschutzgebiet sind die Lebensraumtypen „Auenwälder“, „Fließgewässer“, „Nass- und Feuchtgrünland inkl. Brachen“, „Quellbereiche“, „Schutzwürdige und gefährdete Gehölzstrukturen“, „Schutzwürdige und gefährdete Feldgehölze“, „Stillgewässer“, „Sümpfe, Riede und Röhrichte“ und „Sumpf-, Moor- und Bruchwälder“ sowie die Biotoptypen „Bachbegleitender Erlenwald“, „Bachmittellauf im Mittelgebirge“, „Erlen-Bruchwald“, „Erlen-Ufergehölz“, „Feldgehölz aus einheimischen Baumarten“, „Fettweide“, „Fettwiese“, „Großseggenried“, „Nass- und Feuchtwiese“, „Röhrichtbestand hochwüchsiger Arten“, „Sicker-, Sumpfquelle“, „Strauchhecke, ebenerdig“, „Teich“, „Tümpel (periodisch)“ und „Ufergehölz“ beschrieben.

## Bedeutung
Das etwa 77,4 Hektar große Gebiet mit der Schlüssel-Nummer LIP-027 steht seit dem Jahr 1995 unter Naturschutz. Schutzziel ist der Schutz und Erhalt einer naturnahen Bachaue mit vielfältigen Feuchtlebensräumen und Gehölzstrukturen.

## Fauna und Flora
Folgende, seltene und teils vom Aussterben bedrohte Arten (Auswahl) sind im Naturschutzgebiet Wiembecketal beschrieben.

### Flora
- Acker-Kratzdistel (Cirsium arvense)
- Blasen-Segge (Carex vesicaria)
- Bruch-Weide (Salix fragilis)
- Busch-Windröschen (Anemone nemorosa)
- Deutsches Weidelgras (Lolium perenne)
- Echte Nelkenwurz (Geum urbanum)
- Echtes Springkraut (Impatiens noli-tangere)
- Einblütiges Perlgras (Melica uniflora)
- Feld-Ahorn (Acer campestre)
- Flutender Schwaden (Glyceria fluitans)
- Frauenfarn (Athyrium filix-femina)
- Gewöhnliches Knäuelgras (Dactylis glomerata)
- Giersch (Aegopodium podagraria)
- Große Brennnessel (Urtica dioica)
- Gundermann (Glechoma hederacea)
- Hainbuche (Carpinus betulus)
- Haselnuss (Corylus avellana)
- Hunds-Rose (Rosa canina)
- Kleine Wasserlinse (Lemna minor)
- Kletten-Labkraut (Galium aparine)
- Kratzdistel (Cirsium oleraceum)
- Schlank-Segge (Carex acuta)
- Schwarz-Erle (Alnus glutinosa)
- Sumpfdotterblume (Caltha palustris)
- Sumpf-Storchschnabel (Geranium palustre)
- Wald-Flattergras (Milium effusum)
- Wald-Simse (Scirpus sylvaticus)
- Waldmeister (Galium odoratum)
- Wasser-Minze (Mentha aquatica)
- Weiche Trespe (Bromus hordeaceus)
- Wiesen-Kammgras (Cynosurus cristatus)
- Wiesen-Rispengras (Poa pratensis)
- Wiesen-Schwingel (Festuca pratensis)
- Wild-Birne (Pyrus pyraster)
- Zottiges Weidenröschen (Epilobium hirsutum)

### Fauna
- Rohrammer (Emberiza schoeniclus)